# Ptasznik wenezuelski
Ptasznik wenezuelski (Psalmopoeus irminia) – nadrzewny pająk z rodziny ptasznikowatych.
Żyje do 15 lat (samica), 5 lat (samiec), wielkość ciała do 6 cm (samica), do 5 cm (samiec). Główne miejsce występowania: wilgotne lasy tropikalne Wenezueli. Określany mianem „szybkiego oraz skocznego pajęczaka”. Polecany dla początkujących (jako pierwszy nadrzewny pająk) oraz średnio zaawansowanych hodowców.
Samica Psalmopoeus irminia ma czarny odwłok z pomarańczowo-różowo-czarnym wzorem, odnóża czarne z różowo-pomarańczowymi plamami na ostatnich dwóch segmentach odnóży, samiec Psalmopoeus irminia odwłok ma szaro-zielono-brązowy i odnóża jak samiczka, ale mniej jaskrawe barwy.
Jest on aktywny głównie w nocy. Temperatura optymalna w dzień 27 °C, a w nocy 21 °C. Wilgotność w terrarium powinna wynosić około 76%. Ptaszniki nie są agresywne, chociaż zdarzają się rzadkie wyjątki. Główną zaletą pomijając jego wygląd jest akrobatyka. Potrafi nawet z miejsca skoczyć w górę na ok. 20 cm. Jad niegroźny dla człowieka, porównywalny z jadem osy. Skutki ukąszenia to jedynie lekka opuchlizna, swędzenie oraz delikatne pieczenie. Ptasznik rzadko broni się ukąszeniem; główną formą obrony, jak i u innych Psalmopoeusów, jest pozorowanie ataku przez uderzenie przednimi odnóżami w przeciwnika, jeżeli przeciwnik nie odejdzie, irminia ucieka. Nie wyczesuje włosków parzących.
Buduje gniazda z pajęczyny, którą pokrywa warstwą podłoża, znajdują się one u podnóży drzew. Często gniazda są bardzo efektowne i posiadają wiele korytarzy którymi pająk się przemieszcza, zazwyczaj mają więcej niż jedno wyjście, które przydaje się w razie ucieczki. Większość czasu spędza właśnie w gnieździe co sprawia kłopoty w obserwowaniu pająka w dzień.
W nocy staje się bardziej aktywny i właśnie najczęściej w nocy rozbudowuje swoje gniazdo.
Stosunkowo łatwy w rozmnażaniu. Przed kopulacją należy pająki dokładnie nakarmić. W kokonie znajduje się do 180 młodych pajączków.